# Charles Brooke, Rajah của Sarawak

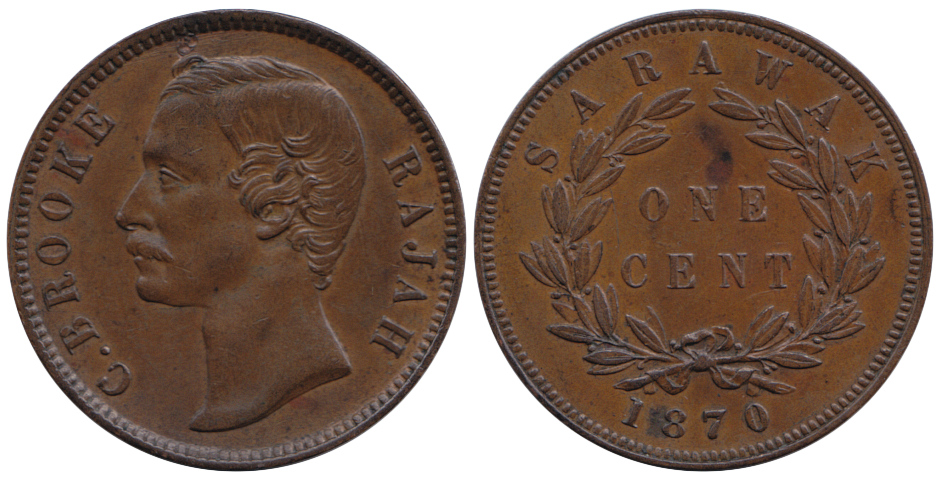
Rajah Charles được mô tả trên đồng 1 cent

Charles Brooke (Charles Anthoni Johnson Brooke; 3 tháng 6 năm 1829 – 17 tháng 5 năm 1917), tên khai sinh là Charles Anthoni Johnson, là nguyên thủ của Vương quốc Sarawak từ ngày 3 tháng 8 năm 1868 đến khi ông mất. Ông kế vị bác mình là James Brooke, làm Rajah Trắng thứ nhì của quốc gia duyên hải trên đảo Borneo này.
Charles sinh tại Berrow Vicarage, Burnham, Somerset thuộc Anh, là con của Rev. Francis Charles và Emma Frances Johnson. Emma Frances Johnson, có họ gốc là Brooke, là em gái của James Brooke, Rajah đầu tiên của Sarawak. Ngoài Charles, Francis và Emma còn có những người con khác là John Brooke Johnson (1823–1868) (sau đổi thành Brooke Brooke), Mary Anna Johnson (sinh 1824), Harriet Helena Johnson (sinh 1826), Charlotte Frances Johnson (sinh 1828), (William) Frederic Johnson (sinh 1830), Emma Lucy Johnson (sinh 1832), Margaret Henrietta Johnson (1834–1845), Georgianna Brooke Johnson (1836–1854), James Stuart Johnson (1839–1840) và Henry Stuart Johnson (sinh 1841).
Charles theo học tại Trường ngữ pháp Crewkerne và gia nhập Hải quân Hoàng gia Anh. Ông nhận họ của bác mình và phục vụ cho bác vào năm 1852 trong vai trò là thống sứ tại đồn Lundu. Năm 1865, James quyết định cho Charles làm người thừa kế.
Charles kết hôn với Margaret Alice Lili de Windt tại Highworth, Wiltshire vào ngày 28 tháng 10 năm 1869; bà được nhận tước hiệu là Ranee của Sarawak. Họ có sáu người con, ba trong số đó sống đến tuổi trưởng thành:
- Dayang Ghita Brooke (1870–1873)
- James Harry Brooke (1872–1873)
- Charles Clayton Brooke (1872–1873)
- Vyner của Sarawak (1874–1963)
- Bertram, Tuan Muda (1876–1965)
- Henry Keppel Brooke, Tuan Bongsu (1879–1926)[2]

Tuy nhiên, Charles còn có một người con trai riêng tên là Esca Brooke (1867–1953), sinh trước những người con của ông với Margaret de Windt, đây là kết quả của cuộc hôn nhân với một phụ nữ Mã Lai là Dayang Mastiah. Esca sau này do Rev. William Daykin nuôi dưỡng, chuyển đến Canada, và nhận họ Brooke-Daykin.
Charles từ bỏ cấp bậc trong Hải quân Hoàng gia Anh vào năm 1861 và tiếp tục công việc mà bác ông đã bắt đầu, đó là trấn áp nạn cướp biển, chế độ nô lệ và tục săn đầu người, trong khi khuyến khích mậu dịch, phát triển và bành trướng biên giới khi có cơ hội. Năm 1891, ông cho thành lập Bảo tàng Sarawak, đây là bảo tàng đầu tiên tại Borneo. Brooke lập nên một trường học cho trẻ em nam vào năm 1903, mang tên là 'Government Lay School', tại đó người Mã Lai có thể được dạy bằng tiếng Mã Lai. Đây là tiền thân của SMK Green Road. Đến khi ông mất, Anh đã cấp cho Sarawak vị thế là lãnh thổ bảo hộ, quốc gia này có một chính phủ nghị viện, một tuyến đường sắt, và phát hiện được dầu mỏ.
Toàn bộ ba Rajah Trắng đều được an táng tại Nhà thờ St Leonard thuộc làng Sheepstor của Dartmoor.